# Чемпионат Омана по футболу
Профессиональная лига Омана (араб. دوري المحترفين عمان‎) — высшая футбольная лига Омана, участие в которой принимают 14 клубов. Основана в 1976 году. Официальное название лиги — Omantel Professional League в честь титульного спонсора, крупнейшей в стране телекоммуникационной компании Omantel. Прежние названия — Oman Mobile League и Omantel Elite League. Чемпионат проходит по системе осень-весна. Занявший последнее место клуб вылетает в Лигу 1. Наиболее титулованным является клуб «Дофар» из Салалы, побеждавший в чемпионате 10 раз.
По состоянию на 2018 год лига, несмотря на своё название, имеет полупрофессиональный статус. Все клубы получают от федерации выплаты в размере 50 тыс. риалов (около 100 тыс. фунтов стерлингов) за сезон. Чемпион получает 150 тыс. риалов, в то время как победителю Кубка султана Кабуса полагаются призовые в размере 250 тыс. Дополнительное финансирование клубы получают за счёт спонсоров. Местные футболисты зарабатывают от 7000 риалов за сезон, при этом в большинстве своём совмещая занятия футболом с другой работой. Каждый клуб может заявить до четырёх иностранных игроков, которые являются полностью профессиональными футболистами и получают в месяц не менее 1000 риалов. Зарплаты легионеров могут достигать 30 тыс. риалов за сезон, а бонусы за подписание контракта 20 тыс..
Хотя с болельщиков не взимается плата за проход на стадион, посещаемость матчей чемпионата крайне низкая. Это обусловлено тем, что многие зрители предпочитают смотреть игры в помещениях с кондиционером по телевизору, а не стадионе. Домашние матчи команд из Маската часто проводятся на национальном стадионе «Султан Кабус», который вмещает до 34 тыс. зрителей, но при этом присутствует лишь несколько сотен человек. На региональные дерби приходит около 3000 зрителей.

## Чемпионы
| Сезон     | Чемпион         | 2-е место   |
| --------- | --------------- | ----------- |
| 1976/1977 | Фанджа (1)      |             |
| 1977/1978 | Руви (1)        |             |
| 1978/1979 | Фанджа (2)      |             |
| 1979/1980 | Аль-Наср (1)    |             |
| 1980/1981 | Аль-Наср (2)    |             |
| 1981/1982 | Аль-Ахли (1)    |             |
| 1982/1983 | Дофар (1)       | Аль-Наср    |
| 1983/1984 | Фанджа (3)      | Аль-Ахли    |
| 1984/1985 | Дофар (2)       | Аль-Наср    |
| 1985/1986 | Фанджа (4)      | Аль-Иттихад |
| 1986/1987 | Фанджа (5)      |             |
| 1987/1988 | Фанджа (6)      | Дофар       |
| 1988/1989 | Аль-Наср (3)    |             |
| 1989/1990 | Дофар (3)       | Аль-Наср    |
| 1990/1991 | Фанджа (7)      |             |
| 1991/1992 | Дофар (4)       | Аль-Оруба   |
| 1992/1993 | Дофар (5)       |             |
| 1993/1994 | Дофар (6)       |             |
| 1994/1995 | Сур (1)         | Аль-Сиб     |
| 1995/1996 | Сур (2)         | Оман Клуб   |
| 1996/1997 | Оман Клуб (1)   | Сур         |
| 1997/1998 | Аль-Наср (4)    | Сур         |
| 1998/1999 | Дофар (7)       | Аль-Наср    |
| 1999-2000 | Аль-Оруба (1)   | Аль-Наср    |
| 2000/2001 | Дофар (8)       | Аль-Оруба   |
| 2001/2002 | Аль-Оруба (2)   | Сур         |
| 2002/2003 | Маскат Клаб (2) | Дофар       |
| 2003/2004 | Аль-Наср (5)    | Маскат Клаб |
| 2004/2005 | Дофар (9)       | Аль-Оруба   |
| 2005/2006 | Маскат Клаб (3) | Аль-Нахда   |
| 2006/2007 | Аль-Нахда (1)   | Аль-Оруба   |
| 2007/2008 | Аль-Оруба (3)   | Дофар       |
| 2008/2009 | Аль-Нахда (2)   | Маскат Клаб |
| 2009/2010 | Аль-Сувэйк (1)  | Дофар       |
| 2010/2011 | Аль-Сувэйк (2)  | Аль-Оруба   |
| 2011/2012 | Фанджа (8)      | Аль-Шабаб   |
| 2012/2013 | Аль-Сувэйк (3)  | Фанджа      |
| 2013/2014 | Аль-Нахда (3)   | Фанджа      |
| 2014/2015 | Аль-Оруба (4)   | Фанджа      |